# 伊東市営かどの球場
伊東市営かどの球場（いとうしえいかどのきゅうじょう）とは、静岡県伊東市にある野球場。施設は伊東市が所有し、市の外郭団体である伊東市振興公社が運営管理にあたっている。

## 歴史
伊東市内にはプロ野球のキャンプなどに使われた伊東スタジアムがあったが、施設老朽化などから使用される機会が減ったため、それに代わる野球場を同市門野地区に建設することとなり、1995年（平成7年）4月に竣工した。伊東スタジアムは2004年に閉鎖している。
フィールドは全面人工芝でナイター照明設備を整えた本格的なものである。
ただし、元々軟式野球向けに設計されているため、フィールドは両翼90m、中堅110mと狭隘であり、硬式野球では使用することができない。また収容人員も少ないため、主に草野球や合宿など、地の利を活かした形で利用されている。

## 施設概要
- グラウンド面積：10,184m2
- 両翼：90 m、中堅：110 m
- 収容人員：1,004人
- スコアボード：磁気反転式（ただしチーム表示と得点部分のみ。選手名表示部分はない。チーム表示もアルファベットの略称2文字しか表示できない。）
- 照明塔：4基

## アクセス
- JR・伊豆急行線伊東駅から路線バスで約30分。I54荻線城山町・荻車庫経由かどの球場行またはI56荻線伊東市民病院・城山町・荻車庫経由かどの球場行でアクセス可能。